# Service public dans l'Union européenne
Les services publics sont dans l'Union européenne des services soumis à un régime juridique particulier dans l'intérêt général. 
Les services d'intérêt général (SIG) sont essentiels pour l'économie de l'UE dans la mesure où ils satisfont les besoins quotidiens de la population et représentent près d'un emploi sur trois dans l'Union européenne. Le Traité de Lisbonne a donné une nouvelle base légale aux SIG, mais les autorités publiques et les fournisseurs de services demandent à l'UE d'adopter une approche politique spécifique pour éclaircir ces réglementations.

## Service public parmi les missions de l'Union européenne
Le service public ne fait pas partie des missions traditionnelles de l'Union européenne. L'expression « service public » est mentionnée une seule fois dans le traité instituant la Communauté européenne (traité CE), au sujet des servitudes de service public dans le domaine des transports (article 73).
L'organisation du service public relève des États ou des collectivités locales. Toutefois, les instances de l'Union européenne ont été amenées à s'interroger sur les entreprises chargées d'un service public à cause du conflit potentiel entre le service public et le principe de libre concurrence, qui relève pour sa part de l'Union.
De plus, les différences de conception sur les principes du service public d'un pays à l'autre peuvent mener à des conflits qui ne peuvent être gérés qu'au niveau européen. C'est le cas du service public de l'électricité, assuré en Allemagne par de multiples acteurs limités à leur zone locale tandis que l'opérateur national français, EDF, étend ses activités à l'étranger. 
L'évolution de la réflexion sur le service public en Europe a ainsi amené, avec l'article 16 du traité CE rajouté par le traité d'Amsterdam, à classer les services d'intérêt économique général parmi les « valeurs communes de l'Union ».

## SIG et SIEG
La Commission a élaboré, avec la Cour de justice des Communautés européennes, deux concepts jugés plus clairs que celui de service public :
- les services d'intérêt général (SIG), non mentionnés dans le traité CE : il s'agit de « services marchands et non marchands que les autorités publiques considèrent comme étant d'intérêt général et soumettent à des obligations spécifiques de service public » [1]

- les services d'intérêt économique général (SIEG), mentionnés aux articles 16 et 86 du traité CE : ce sont des « services de nature économique que les États membres ou la Communauté soumettent à des obligations spécifiques de service public en vertu d'un critère d'intérêt général. La notion de services d’intérêt économique général couvre donc plus particulièrement certains services fournis par les grandes industries de réseau comme le transport, les services postaux, l’énergie et les communications. Toutefois, l’expression s’étend également aux autres activités économiques soumises elles aussi à des obligations de service public. »[1].

## Compensations pour obligation de service public
Les autorités publiques peuvent imposer à un fournisseur de service certaines obligations dans l'intérêt public. Le statut de ce fournisseur, public ou privé, n'entre pas en ligne de compte. Il reste alors à déterminer si l'État et les collectivités locales peuvent participer au financement de ce service afin de compenser, pour le fournisseur, la perte éventuelle que lui cause le respect de ses obligations de service public. Le financement de ces services peut en effet entrer en conflit avec le respect des règles de libre concurrence, qui est l'un des principes de l'Union européenne.
C'est tout l'enjeu d'un débat qui se base sur le texte du traité et qui est alimenté par des décisions de la Cour de justice et des initiatives de la Commission.

### Le texte des traités avant l'entrée en vigueur du traité de Lisbonne
Même si l'article 16 du traité instituant la Communauté européenne (traité CE) mentionnait les SIEG parmi les valeurs communes de l'Union, les articles 86 et 87 sont ceux qui ont la plus grande portée juridique en ce qui concerne le régime juridique du service public dans l'Union européenne.
L'article 87 pose dans son premier paragraphe l'incompatibilité des aides d'État avec le marché commun, dans la mesure où ces aides affectent les échanges entre États membres. Il précise toutefois dans les deux paragraphes suivants un ensemble de dérogations pour certains types d'aide. L'article 86, quant à lui, explique que les règles de concurrence ne doivent pas s'opposer à l'accomplissement d'une mission assignée à une entreprise chargée d'un SIEG.
L'articulation de ces deux articles est délicate et fait l'objet d'une jurisprudence importante. Le débat porte sur la question suivante : une « compensation de service public » attribuée à une entreprise est-elle ou non une « aide d'État » au sens de l'article 87 ? Dans l'affirmative, cette compensation doit être soumise à l'appréciation de la Commission européenne ; dans le cas contraire, l'article 87 ne s'applique pas et l'article 86 permet de considérer cette compensation comme un moyen d'assurer l'accomplissement de la mission d'intérêt général confiée à l'entreprise.
L'arrêt Altmark de la Cour de justice a permis de préciser dans quel cas une compensation de service public est considérée comme une aide d'État. Par la suite, en juillet 2005, une série de textes dits « paquet Monti-Kroes » ont formalisé cette solution.

### Arrêt Altmark
Cet arrêt  rendu par la Cour de justice le 24 juillet 2003, exclut du champ des aides d'État les compensations de service public si elles respectent les quatre conditions suivantes :
- l'entreprise bénéficiaire doit avoir effectivement été chargée de l'exécution d'obligations de service public clairement définies.

- cette compensation doit être calculée sur des paramètres objectifs et transparents.

- cette compensation ne doit pas dépasser ce qui est nécessaire pour couvrir les coûts occasionnés par l'accomplissement des obligations de service public, en incluant un « bénéfice raisonnable ».

- s'il n'y a pas eu de marché public, le niveau de la compensation doit être calculé sur la base d'une analyse des coûts en prenant comme référence une « entreprise moyenne, bien gérée et adéquatement équipée ».

### «Paquet Monti-Kroes»
L'arrêt Altmark, ne permettait pas de décider dans tous les cas de la qualification ou non d'aide d'État pour une compensation donnée de service public et donc pour déterminer si la Commission devait intervenir. Les critères de « bénéfice raisonnable » et d'« entreprise moyenne, bien gérée et adéquatement équipée » sont en particulier assez difficiles à évaluer en pratique.
Pour répondre à ce besoin, la Commission a adopté le 13 juillet 2005 un ensemble de trois textes, dits « paquet Monti-Kroes », associant la notion de paquet législatif au nom des commissaires successifs à la concurrence, Mario Monti et Neelie Kroes :
- une décision de la Commission relative aux aides d'État qui peuvent être exemptées de notification[6] ;
- une directive de la Commission relative à l'obligation de tenir des comptes séparés pour les entreprises bénéficiaires d'une compensation de service public[7] ;
- un document de travail : « Encadrement communautaire des aides d'État sous forme de compensation de service public »[8], qui précise sous quelles conditions les aides d'État peuvent être compatibles avec le marché commun.

Ces textes encadrent le régime des aides d'État en distinguant trois catégories de compensations de service public :
- celles qui respectent les quatre conditions de l'arrêt Altmark : elles ne constituent pas des aides d'État. Toutefois une entreprise doit tenir des comptes séparés pour ses activités réalisées dans le cadre d'une mission de service public qui lui a été conférée et ses autres activités, placées dans le cadre concurrentiel normal. Ceci facilitera le contrôle du financement de ces activités.

- celles qui constituent des aides d'État mais sont présumées compatibles avec le marché commun, dans le cadre de l'article 86, paragraphe 2, du traité. C'est le point le plus novateur du paquet Monti-Kroes. Cela concerne en particulier les compensations de moins de 30 millions d'euros octroyées à une entreprise dont le chiffre d'affaires ne dépasse pas 100 millions d'euros. Certains secteurs, comme les hôpitaux, les entreprises de logement social ou de transport vers des îles sont également exclus du champ des aides soumises à notification préalable. Des contrôles a posteriori restent toutefois possibles.

- celles qui constituent des aides d'État et restent soumises à l'obligation de notification préalable. Il s'agit d'aides de montant important ou attribuées à des grandes entreprises. Ces aides doivent être notifiées à la Commission, qui peut décider de les accepter ou de les rejeter.

### Article 122 du traité constitutionnel
Le traité établissant une Constitution pour l'Europe, signé à Rome en 2004, reprenait les articles 86 et 87 (devenus III-166 et III-167), mais ajoutait une nouvelle disposition dans la dernière phrase de l'article III-122 , relative aux principes régissant les SIEG et à leurs conditions d'exercice « notamment économiques et financières » : 
«  La loi européenne établit ces principes et fixe ces conditions, sans préjudice de la compétence qu’ont les États membres, dans le respect de la Constitution, de fournir, de faire exécuter et de financer ces services. »
Cette disposition soulignait la place des services publics parmi les compétences des États et fournissait une base pour légiférer en matière de SIEG et en particulier pour assurer leur financement. Le mode d'adoption des lois européennes prévu par le traité constitutionnel, proche de la procédure actuelle de codécision, permettait au Parlement européen de participer à la prise de décision dans ce domaine. 
La ratification du traité étant suspendue depuis l'échec des référendums de mai et juin 2005 en France et aux Pays-Bas, cet article ne peut s'appliquer et les services publics restent soumis au régime des traités d'Amsterdam et de Nice.

### Traité de Lisbonne
Avec l'entrée en vigueur du traité de Lisbonne, le traité sur le fonctionnement de l'Union européenne reconnaît, dans son article 14, la place des SIEG parmi les valeurs communes de l'Union.
Le protocole no 26 précise que les autorités nationales, régionales ou locales disposent d'un « large pouvoir discrétionnaire » pour fournir, faire exécuter et organiser les SIEG. 

### Révision du paquet Monti-Kroes par le paquet Almunia
La Commission européenne a présenté, le 16 septembre 2011, quatre projets de textes, dits « paquet Almunia » du nom du commissaire à la concurrence, Joaquín Almunia, qui constituent une mise à jour du paquet « Monti-Kroes » :
- un projet de communication sur l'application des règles en matière d'aides d'État aux compensations de service public[11] ;
- un projet de décision relative à l'exemption de notification[12] ;
- un projet de modification de l'encadrement de l'Union européenne applicable aux aides d'État sous forme de compensations de service public[13] ;
- un projet de règlement relatif aux aides de minimis[14].

#### Point de vue du Parlement européen
Le Parlement européen a voté le mardi 15 novembre 2011 le rapport de Peter Simon sur la réforme des règles de l'Union européenne en matière d'aides d'État applicables aux services d'intérêt économique général à une large majorité. Selon Françoise Castex, ce rapport « constitue un résultat tangible des travaux menés par l’intergroupe Services publics depuis deux ans », dont Peter Simon est vice-président. Ce rapport est une réponse au paquet Almunia visant à réviser le paquet Monti-Kroes.
Pour l’intergroupe Services publics, « force est de constater que si la décision et le règlement apportent des clarifications et des exemptions de notification plus large, les deux communications, elles, ne sont pas satisfaisantes ». Pour Françoise Castex, « elles présentent une approche très limitative des SIEG, circonscrits à une défaillance du marché et ne lève pas l'hypothèque de « l'erreur manifeste » qui pèse sur les collectivités locales. Ce sont les deux communications qui « disent » comment peut être défini un SIEG par un État membre ou une collectivité et quelles conditions, notamment économiques et financières, lui permettent d'accomplir des missions de Service public. En imposant aux États membres une consultation publique préalable à la définition de tout véritable SIEG, la Commission européenne semble aller au-delà de la théorie de l’erreur manifeste consacrée par la Cour de Justice, et pose directement la question de la compatibilité avec le protocole additionnel no 26 du traité de Lisbonne qui reconnaît « aux autorités nationales, régionales et locales un large pouvoir discrétionnaire pour fournir, faire exécuter et organiser les SIEG ».
Selon le Parlement européen, il est absolument nécessaire de distinguer du point de vue législatif aides d’État et compensations de services publics, règles de la concurrence et intérêt général. Si les premières, en vertu de l’article 106 du Traité sont de la stricte compétence de la DG concurrence, la définition du champ et des finalités des SIEG ainsi que" les conditions, notamment économiques et financières" de l'accomplissement de leurs missions ne peuvent relever des compétences de la DG concurrence, comme démontré par l'arrêt Altmark. C’est pourquoi le Parlement européen demande une proposition législative comme le prévoit l'article 14 du TFUE.

## Dispositions relatives à certains secteurs

### Service public dans les transports
Le secteur des transports est le seul pour lequel le traité CE mentionne l'existence de nécessités de « service public ». L'article 73 du titre V, consacré aux transports, autorise les aides « qui correspondent au remboursement de certaines servitudes inhérentes à la notion de service public » .
Les deux principaux textes dans le domaine des transports publics terrestres de passagers sont le règlement no 1191/69 du 26 juin 1969 pour les obligations de service public et le règlement no 1107/70 pour les aides d'État .
Les États ont ainsi la possibilité de mettre en place des obligations de service public, définies comme des « obligations que, si elle considérait son propre intérêt commercial, l'entreprise de transport n'assumerait pas, ou pas dans la même mesure ni dans les mêmes conditions » . Ils doivent alors octroyer aux entreprises concernées des compensations calculées suivant des règles précises.
L'arrêt Altmark, décrit précédemment, s'applique au secteur des transports. Il confirme que l'article 73, parce qu'il s'applique spécifiquement au secteur des transports publics, a la priorité sur les dispositions de l'article 86, plus générales.
Les précisions apportées par les textes du paquet Monti, en revanche, dont la portée est globale, ne s'appliquent pas dans le domaine des transports terrestres car celui-ci est doté d'une législation spécifique avec le règlement de 1969. Or, le règlement de 1969 ne paraît plus adapté à la situation actuelle des transports publics dans l'Union européenne. Plusieurs États membres ont ouvert leur marché à la concurrence, soit dans le sens d'une déréglementation à grande échelle (Royaume-Uni, années 1980), soit le plus souvent pour instaurer une « concurrence régulée » en vertu de laquelle les autorités accordent un droit exclusif à une société après un appel d'offres.
En conséquence, les instances européennes discutent depuis l'an 2000 d'une proposition de règlement visant à remplacer le règlement de 1969. Cette proposition poserait le principe de contractualisation des rapports entre l'autorité chargée des transports et l'exploitant. L'attribution des contrats ferait l'objet d'une mise en concurrence transparente et non discriminatoire. Certaines exceptions sont toutefois prévues (chemin de fer, métro, contrats de faible montant...) et font l'objet de débats au sein des instances européennes. La proposition, après examen du Parlement européen, est actuellement en attente de première lecture du Conseil. 

## Compléments